# Aulacigaster
Aulacigaster is een geslacht van vliegen uit de familie van de Aulacigastridae. De wetenschappelijke naam Aulacigaster werd voor het eerst gepubliceerd door Justin Pierre Marie Macquart in 1835. Hij beschreef tevens de soort Aulacigaster rufitarsis, een kleine vlieg (iets meer dan 2 mm lang) die in de omgeving van Luik was ontdekt. De naam Aulacigaster rufitarsis wordt nu beschouwd als een synoniem voor Aulacigaster leucopeza.
Lange tijd bleef dit de enige bekende soort uit dit geslacht. Pas in de tweede helft van de twintigste eeuw werden nieuwe soorten geïdentificeerd, zowel in Afrika als in Amerika.
De larven leven van het sap of hars van bomen, dat uit wonden naar buiten komt. Ze doorlopen drie stadia. De larven van A. leucopeza zijn aangetroffen in wonden van de iep en de paardenkastanje. A. neoleucopeza werd onder meer verzameld op wonden van eik, populier en vederesdoorn in de Verenigde Staten.

## Soorten[5]
- Aulacigaster afghanorum Papp, 1997
- Aulacigaster africana Barraclough, 1993
- Aulacigaster borbonica Hilger & Kassebeer, 2000
- Aulacigaster falcata Papp, 1997
- Aulacigaster leucopeza (Meigen, 1830)
- Aulacigaster mcalpinei Mathis & Freidberg, 1994
- Aulacigaster neoleucopeza Mathis & Freidberg, 1994
- Aulacigaster pappi Kassebeer, 2001
- Aulacigaster perata Barraclough, 1993
- Aulacigaster sabroskyi Mathis & Freidberg, 1994